# Srđan Žakula
Srđan Žakula (n. 22 martie 1979) este un jucător croat de fotbal care joacă pe postul de portar la Vojvodina. Acesta a evoluat în 2007–2008 la Unirea Urziceni.